# الشرق الأقصى الروسي

منطقة الشرق الأقصى الفيدرالية (مميزة)

الشرق الأقصى الروسي (بالروسية: Дальний Восток) هو الجزء الروسي من الشرق الأقصى، أي أقصى الأجزاء الشرقية من روسيا، بين بحيرة بايكال في شرق سيبيريا والمحيط الهادئ. وتقع منطقة الشرق الأقصى الفيدرالية، والتي تغطي تلك المنطقة، على الحدود مع المنطقة الفيدرالية السيبيرية في الغرب.

## اصطلاحات

### في روسيا
في روسيا، غالبًا ما تتم الإشارة إلى المنطقة باسم «الشرق الأقصى»، مما قد يؤدي إلى ظهور خلط بين هذا المعنى وبين معنى الشرق الأقصى الدولي أثناء الترجمة. وغالبًا ما يشار إلى الشرق الأقصى الدولي في روسيا على أنه «منطقة آسيا والمحيط الهادي» (Азиатско-тихоокеанский регион، وتختصر إلى АТР)، أو «شرق آسيا» (Восточная Азия).

## السمات الجغرافية
- حفرة بيينشايم-سالاتين (Beyenchime-Salaatin)
- بركان كلويشيفسكايا سوبكا (Klyuchevskaya Sopka)
- خندق كوريل كامشاتكا (Kuril-Kamchatka)

## معلومات تاريخية
وصلت روسيا إلى ساحل المحيط الهادي في عام 1647 مع إنشاء أوخوتسك، وقامت بتعزيز سيطرتها على الشرق الأقصى الروسي في القرن التاسع عشر. وقد تم إنشاء بريمورسكايا أوبلاست كقسم إداري في الإمبراطورية الروسية في عام 1856، حيث كان مركزها الإداري في خاباروفسك.
وقد تواجد العديد من الكيانات التي أطلق عليها اسم «الشرق الأقصى» في النصف الأول من القرن العشرين، وكلها كانت لها حدود مختلفة عن الأخرى:
- 1920–1922:جمهورية الشرق الأقصى، التي اشتملت على ترانسبايكال، وآمور، وبريموريسكايا، وكامشاتكا أوبلاست وسخالين الشمالية.
- 1922–1926: إقليم الشرق الأقصى، الذي اشتمل على آمور، وترانس بايكال، وكراي كامشاتكا.
- 1926–1938: كراي الشرق الأقصى، التي كانت تشتمل على بريمورسكي وخاباروفسك كراي المعاصرة.

وحتى عام 2000، افتقد الشرق الأقصى الروسي إلى الحدود التي يتم ترسيمها بشكل رسمي. وغالبًا ما كان يستخدم مصطلح واحد «سيبيريا والشرق الأقصى» (Сибирь и Дальний Восток) للإشارة إلى المناطق الروسية إلى الشرق من جبال أورال بدون التمييز بشكل دقيق بين «سيبيريا» و«الشرق الأقصى.»
في عام 2000، تم تجميع الكيانات الفيدرالية الروسية لتكوين المناطق الفيدرالية الأكبر، وتم إنشاء منطقة الشرق الأقصى الفيدرالية، والتي اشتملت على أمور أوبلاست ودائرة تشوكوتكا ذات الحكم الذاتي والأوبلاست اليهودية الذاتية وأوبلاست كامشاتكا مع أوكروغ كورياك للحكم الذاتي وخاباروفسك كراي وماغادان أوبلاست وبريمورسكي كراي، وجمهورية ساخا (ياقوتيا) وساخالين أوبلاست. ومنذ عام 2000، بدأ استخدام المصطلح «الشرق الأقصى» على نطاق واسع في روسيا للإشارة إلى المقاطعة الفيدرالية، غير أنه في أغلب الأحيان يستخدم بشكل ليس دقيقًا للغاية.
والشرق الأقصى، المحدد من خلال حدود المقاطعة الفيدرالية، مساحته 6.2 مليون متر مربع، وهو ما يزيد عن ثلث إجمالي مساحة روسيا.

### الإمبراطورية الروسية
بدءًا من عام 1863، بدأ الكوريون في الهجرة من شبه الجزيرة الكورية إلى الشرق الأقصى الروسي، بعضهم من أجل شن حروب العصابات ضد القوات الاستعمارية اليابانية في كوريا، وبعضهم رأى أن سيبيريا هي مكان يمكنهم أن يعيشوا حياة أفضل فيه. وقد زاد عدد الكوريين في المنطقة بشكل كبير، وبحلول عام 1869، كان الكوريون يمثلون حوالي 20% من عدد السكان في المنطقة. وبحلول عام 1897، كان عدد الكوريين قد تجاوز عدد الروس في الشرق الأقصى الروسي، وبحلول عام 1902، كان هناك أكثر من 310 ألف كوري يعيشون في تلك المنطقة فقط. وقد بدأ إنشاء المجتمعات والمدن الكورية في مختلف أرجاء المحافظة.
وفي بدايات القرن العشرين، حدث صراع بين كوريا وروسيا في جانب واليابان في جانب آخر. وبعد نهاية الحرب الروسية اليابانية في عام 1907، سنت روسيا قانونًا ضد كوريا بأمر الحكومة اليابانية، وبموجب هذا القانون تمت مصادرة أراضي المزارعين الكوريين وتم تسريح العمال الكوريين. وقد استمرت روسيا في القيام بدورها كمركز لحركة الاستقلال الكوري ضد اليابان. واستمر الكوريون في الهروب إلى الشرق الأقصى الروسي وشمال الصين.
وبعد وقت قصير، أصبحت سيبيريا موطنًا للكوريين الذين قاموا بتنظيم جيوش من أجل مناهضة القوات اليابانية في كوريا. وفي عام 1919، تم دعم حركة الأول من مارس لاستقلال كوريا من قبل القادة الكوريين الذين اجتمعوا في مجاورة فلاديفستوك سينهانشون (Vladivostok's Sinhanchon) (والتي تعني بشكل حرفي «القرية الكورية الجديدة»). وقد أصبحت تلك المجاورة مركزًا للأنشطة القومية، بما في ذلك إمدادات وتدريبات الجيش. وقد هاجم اليابانيون تلك المستوطنة في الرابع من أبريل عام 1920، مما أدى إلى مقتل المئات من القوميين والمدنيين.

#### الحرب الروسية اليابانية
حاولت روسيا في بدايات القرن العشرين بشدة إنشاء منفذًا على المياه الدافئة على المحيط الهادي ليكون مقرًا للبحرية ولتسهيل التجارية البحرية كذلك. ولم يكن المنفذ البحري المطل على المحيط الهادي والذي تم إنشاؤه مؤخرًا في فلاديفستوك يعمل إلا خلال فصل الصيف، إلا أن منفذ آرثر في منشوريا كان يعمل طوال العام. وبعد الحرب الصينية اليابانية الأولى وفشل مفاوضات عام 1903 بين اليابان وحكومة القياصرة، اختارت اليابان اللجوء إلى الحرب لحماية سيطرتها على كوريا والمناطق المجاورة لها. إلا أن روسيا، في ذلك الحين، رأت أن الحرب ما هي إلا وسيلة لإلهاء شعبها عن القمع الحكومي والحشد الوطني في أعقاب العديد من الإضرابات العامة المتعددة. وقد أعلنت اليابان الحرب في الثامن من فبراير عام 1904. ومع ذلك، قبل ثلاث ساعات من تلقي الحكومة الروسية لإعلان الحرب الذي أصدرته اليابان، هاجمت البحرية الإمبراطورية اليابانية أسطول الشرق الأقصى الروسي في ميناء آرثر. وبعد ثمانية أيام من ذلك، أعلنت روسيا الحرب على اليابان.
وانتهت الحرب في سبتمبر من عام 1905 بانتصار حققه اليابانيون بعد سقوط ميناء آرثر وفشل الغزو الروسي لليابان من خلال شبه الجزيرة الكورية وشمال شرق الصين، كما هددت اليابان كذلك بغزو كراي بريمورسكي من خلال كوريا. وبعد ذلك، تم التوقيع على اتفاقية بورتسموث (Portsmouth) ووافقت اليابان وروسيا على إجلاء منشوريا وإعادة السيطرة عليها إلى الصين، إلا أن اليابان سُمح لها بتأجير شبه جزيرة لياودونج (Liaodong) (التي تحتوي على ميناء آرثر وتالين (Talien))، ونظام السكك الحديدية الروسي في جنوبي منشوريا والذي يصل إلى الموارد الاستراتيجية. كما حصلت اليابان كذلك على الجزء الجنوبي من جزيرة ساخالين من روسيا. كما أجبرت روسيا كذلك على مصادرة الأراضي من المستوطنين الكوريين الذين شكلوا أغلبية سكان كراي بريمورسكي بسبب الخوف من غزو كوريا وإسقاط القوات اليابانية من خلال حروب العصابات التي يقوم بها الكوريون.

### العصر السوفيتي
بين عامي 1937 و 1939، قام الاتحاد السوفيتي تحت قيادة جوزيف ستالين بترحيل ما يزيد على مائتي ألف كوري إلى أوزبكستان وكازاخستان، خشية أن يتجسس الكوريون لصالح اليابان. وقد توفي حوالي 100 ألف كوري في الطريق في عربات قطار نقل الماشية بسبب الجوع أو المرض أو البرودة القارسة. وقد تم التخلص من العديد من قادة المجتمع المحلي وإعدامهم، ولم يسمح لكوريو سارام (Koryo-saram) بالسفر خارج وسط آسيا خلال السنوات الخمس عشرة التالية. كما أنه لم يكن يسمح للكوريين كذلك باستخدام اللغة الكورية وبدأ هجر تلك اللغة مع تطبيق كوريو مار (Koryo-mar) واستخدام اللغة الروسية.

#### الحروب على الحدود السوفيتية اليابانية
كانت الحروب على الحدود السوفيتية اليابانية عبارة عن مجموعة من الصراعات الحدودية بين الاتحاد السوفيتي واليابان في الفترة بين عامي 1938 و 1945.
وبعد احتلال مانشوكو وكوريا، وجهت اليابان سهامها الهجومية نحو المناطق التابعة للسوفييت. وتكرر وقوع الصراعات بين اليابانيين والسوفييت على حدود منشوريا. وقد كانت أول مواجهة تحدث في كراي بريمورسكي، وهي موقعة بحيرة خاسان، بمثابة محاولة للتوغل العسكري من مانشوكو (القوات اليابانية) في المناطق التي يسيطر عليها الاتحاد السوفيتي. وقد كانت أسس هذا التوغل قائمة على اعتقادات الجانب الياباني بأن الاتحاد السوفيتي قد أساء تفسير ترسيم الحدود بناءً على اتفاقية بكين بين الامبراطورية الروسية و مانشو الصين. وكانت كراي بريمورسكي دائمًا عرضة للتهديد الياباني بالغزو رغم حقيقة أن الصدامات المتبقية وقعت في مانشوكو. وقد انتهت تلك النزاعات بعد فترة قصيرة قبل الحرب العالمية الثانية عندما استيقظت اليابان لتجد أن المناطق التابعة لها في مانشوكو ومينتشيانغ وكوريا وساخالين الجنوبية قد تعرضت لغزو القوات السوفيتية والمنغولية.
بعد الغزو السوفيتي، تمت إعادة مانشوكو ومينججيانج إلى الصين، وتم تحرير كوريا. وقد تمت إعادة كل الجزر باستثناء جزر الكوريل الأربعة التي تقع في أقصى الجنوب وساخالين الجنوبية إلى الاتحاد السوفيتي بعد انتهاء الحرب العالمية الثانية. وقد قام الاتحاد السوفيتي على الفور بإنشاء نطاق النفوذ وتمكن في النهاية من السيطرة على النصف الشمالي من شبه الجزيرة الكورية في عام 1948 وقام بتأسيس الدولة الشيوعية في كوريا الشمالية، والتي أطلقت شرارة الحرب الكورية.

#### الحرب العالمية الثانية
لقد كان كراي بريمورسكي موقعًا استراتيجيًا في الحرب العالمية الثانية للاتحاد السوفيتي واليابان، وتكررت الصراعات التي حدثت للسيطرة على هذه المنطقة لأن السوفييت والحلفاء كانوا يعتبرون هذا الموقع موقعًا رئيسيًا لغزو اليابان من خلال كوريا وكانت اليابان تنظر إليه على أنه موقع رئيسي لبدء الغزو الشامل على شرق روسيا. وبين عامي 1941 و1945، غالبًا ما خاضت القوات اليابانية والسوفيتية النزاعات حول هذه المنطقة، وكانت بعض هذه الصراعات عميقة لدرجة الوصول إلى كراي بريمورسكي أو في مانشوكو. كما أن بريمورسكي كراي كذلك كانت المقر الرئيسي للاتحاد السوفيتي في المحيط الهادي خلال الحرب من أجل التخطيط للهجوم على قوات الحلفاء في كوريا من أجل الوصول إلى اليابان.

#### الحرب الباردة
في أكتوبر من عام 1948، قامت قوات الاتحاد السوفيتي بغزو النصف الشمالي من شبه الجزيرة الكورية (الخط الموازي الثمان والثلاثين) من كراي بريمورسكي في حين سيطرت القوات المتحدة على الجزء الجنوبي منها. وقد أدى ذلك إلى تقسيم شبه الجزيرة إلى دولة كوريا الشمالية الشيوعية التي يدعمها الاتحاد السوفيتي ودولة كوريا الجنوبية الرأسمالية الموالية لحلف الناتو. وفي الخامس والعشرين من يونيو عام 1950، عبرت قوات كوريا الشمالية، مدعومة بقوات سوفيتية عبرت إلى كوريا الشمالية من كراي بريمورسكي وشمال شرق الصين، الخط الموازي 38 وغزت كوريا الجنوبية، مما تسبب في وقوع الحرب الكورية. وبعد أن انتهت الحرب دون أن يحقق أي من الطرفين، وهما كوريا الشمالية وكوريا الجنوبية، الانتصار على الآخر، ومع ترسيم الحدود بين الدولتين مرة أخرى بناءً على الخط الموازي الثامن والثلاثين، أصبحت كراي بريمورسكي موقعًا له أهمية أمنية قصوى بالنسبة للاتحاد السوفيتي أثناء الحرب الباردة.
وكانت فلاديفوستوك هي الموقع الذي جرت فيه محادثات الحد من الأسلحة الاستراتيجية في عام 1974. وفي هذا الوقت، قرر الاتحاد السوفيتي والولايات المتحدة وضع قيود كمية على مختلف أنظمة الأسلحة النووية مع حظر إنشاء أجهزة إطلاق ICBM أرضية جديدة. وقد أصبحت فلاديفستوك وغيرها من المدن في كراي بريمورسكي بعد فترة وجيزة من ذلك مدنا مغلقة بسبب قاعدة أسطول المحيط الهادي السوفيتي.

## الإحصاءات السكانية

### السكان
حسب إحصاء عام 2002، كان عدد سكان منطقة الشرق الأقصى الفيدرالية 6692865 نسمة.
وأغلب هؤلاء السكان كان يتركز في الأجزاء الجنوبية. ومع أخذ الاتساع الضخم لمناطق الشرق الأقصى الروسية في الاعتبار، فإن عدد السكان البالغ 6.7 مليون نسمة يعني أن الكثافة السكانية تقريبًا أكثر من فرد واحد لكل كليو متر مربع، مما يجعل منطقة الشرق الأقصى الروسي واحدة من أقل المناطق كثافة سكانية في العالم. وقد أخذ عدد سكان الشرق الأقصى الروسي في الانخفاض بسرعة منذ تفكك الاتحاد السوفيتي (بشكل أكبر من روسيا بشكل عام)، حيث انخفض بنسبة 14% في آخر خمس عشرة سنة. وقامت الحكومة الروسية بمناقشة مجموعة من برامج إعادة التسكين لتجنب الانخفاض المتوقع والوصول إلى 4.5 مليون نسمة بحلول عام 2015، حيث تأمل الحكومة في جذب المزيد من الروس الموجودين في الدول الأخرى القريبة.
وتمثل الأعراق الروسية والأوكرانية أغلبية السكان.
و 75% من السكان من المناطق الحضرية. وأكبر المدن هي (كل الأرقام المتعلقة بالسكان مأخوذة من إحصاء عام 2002):
- فلاديفوستوك (عدد السكان 617,500)
- خاباروفسك (عدد السكان 587,000)
- كومسومولوسك-نا-أمور (عدد السكان 281,035)
- بلاغوفيشتشينسك (عدد السكان 219,221)
- ياكوتسك (عدد السكان 210,642)
- بيتروبافلوفسك-كامتشاتسكي (عدد السكان 198,028)
- يوجنو-ساخالينسك (عدد السكان 177,682)
- ناخودكا (عدد السكان 177,133)
- أوسوريسك (عدد السكان 157,759)

### المجموعات العرقية التقليدية
تشتمل المجموعات السكانية الأصلية للشرق الأقصى الروسي على ما يلي (مجمعة حسب مجموعة اللغات):
- التركية: ساخا (Sakha)
- الاسكيمو-الألويتية: الألويتيون، يوبسك (Yupik) في سيبيريا (يويتس (Yuits))
- شوكوتكو-كامشاتكا: تشوكشي، الكورياكيون، الألوتوريون (Alutor)، الكيريكيون (Kerek)، الإتليمينيون (Itelmens)
- التنجوسية: الإيفينكيون (Evenk)، الإيفينيون (Even)، النانيسيون (Nanais)، الأوروكيون (Oroch)، الأولش، أوديجي (Udegey)، الأوروك
- منعزلة: اليوكاغير (Yukaghir)، النيفخيون، الآينويون